# 26389 Poojarambhia
26389 Poojarambhia este un asteroid din centura principală de asteroizi.

## Descriere
26389 Poojarambhia este un asteroid din centura principală de asteroizi. A fost descoperit pe 7 octombrie 1999 la Socorro, New Mexico, în cadrul proiectului LINEAR. Asteroidul prezintă o orbită caracterizată de o semiaxă mare de 2,80 ua, o excentricitate de 0,09 și o înclinație de 3,5° în raport cu ecliptica.